# Historial de la Primera División de Chile
El siguiente es el historial de la Primera División de Chile de fútbol profesional. Entre 1933 y 1996, entre 1998 y 2001, en 2010, y desde 2018 se ha disputado un único campeonato oficial por año, mientras que en 1997, entre 2002 y 2009, y entre 2011 y 2017 se han disputado dos torneos por temporada. En la primera tabla se reseñan los campeones, subcampeones y goleadores de cada campeonato. En la segunda se muestran los equipos que han ascendido y descendido de la Primera división al final de cada temporada.

## Campeones

### Campeonatos por temporada
| Año                                             | N.º                                | Campeón                            | Res. final                         | Subcampeón                         | Nombre del trofeo                  | Máximo goleador                                                                                   | Goles                              | Cant. Equipos                      |
| Campeonato de la División de Honor              | Campeonato de la División de Honor | Campeonato de la División de Honor | Campeonato de la División de Honor | Campeonato de la División de Honor | Campeonato de la División de Honor | Campeonato de la División de Honor                                                                | Campeonato de la División de Honor | Campeonato de la División de Honor |
| ----------------------------------------------- | ---------------------------------- | ---------------------------------- | ---------------------------------- | ---------------------------------- | ---------------------------------- | ------------------------------------------------------------------------------------------------- | ---------------------------------- | ---------------------------------- |
| 1933                                            | 1°                                 | Magallanes (1)                     | 2-1                                | Colo-Colo                          | Copa La Bahía                      | Luis Carvallo (Colo-Colo)                                                                         | 9                                  | 8                                  |
| Campeonato de la Primera División de la Serie A |                                    |                                    |                                    |                                    |                                    |                                                                                                   |                                    |                                    |
| 1934                                            | 2°                                 | Magallanes (2)                     | Liga                               | Audax Italiano                     | Copa Cocoa Raff                    | Carlos Giudice (Audax Italiano)                                                                   | 19                                 | 12                                 |
| 1935                                            | 3°                                 | Magallanes (3)                     | Liga                               | Audax Italiano                     | Bandera de ?                       | Guillermo Ogaz (Magallanes)                                                                       | 12                                 | 6                                  |
| 1936                                            | 4°                                 | Audax Italiano (1)                 | Liga                               | Magallanes                         | Bandera de ?                       | Hernán Bolaños (Audax Italiano)                                                                   | 14                                 | 6                                  |
| Campeonato Nacional de Fútbol                   |                                    |                                    |                                    |                                    |                                    |                                                                                                   |                                    |                                    |
| 1937                                            | 5°                                 | Colo-Colo (1)                      | Liga                               | Magallanes                         | Bandera de ?                       | Hernán Bolaños (Audax Italiano)                                                                   | 16                                 | 7                                  |
| 1938                                            | 6°                                 | Magallanes (4)                     | Liga                               | Audax Italiano                     | Copa Roberto Larraín Mancheño      | Gustavo Pizarro (Badminton)                                                                       | 17                                 | 7                                  |
| 1939                                            | 7°                                 | Colo-Colo (2)                      | Liga                               | (Santiago Morning)                 | Bandera de ?                       | Alfonso Domínguez (Colo-Colo)                                                                     | 32                                 | 10                                 |
| 1940                                            | 8°                                 | Universidad de Chile (1)           | Liga                               | Audax Italiano                     | Bandera de ?                       | Víctor Alonso (Universidad de Chile) Pedro Valenzuela (Magallanes)                                | 20                                 | 10                                 |
| 1941                                            | 9°                                 | Colo-Colo (3)                      | Liga                               | Santiago Morning                   | Copa Victoria                      | José Profetta (Santiago National)                                                                 | 19                                 | 10                                 |
| 1942                                            | 10°                                | Santiago Morning (1)               | Liga                               | Magallanes                         | Bandera de ?                       | Domingo Romo (Santiago Morning)                                                                   | 16                                 | 10                                 |
| 1943                                            | 11°                                | Unión Española (1)                 | Liga                               | Colo-Colo                          | Bandera de ?                       | Luis Machuca (Unión Española) Víctor Mancilla (Universidad Católica)                              | 17                                 | 10                                 |
| 1944                                            | 12°                                | Colo-Colo (4)                      | Liga                               | Audax Italiano                     | Bandera de ?                       | Alfonso Domínguez (Colo-Colo) Juan Alcántara (Audax Italiano)                                     | 19                                 | 12                                 |
| 1945                                            | 13°                                | Green Cross (1)                    | Liga                               | Unión Española                     | Bandera de ?                       | Hugo Giorgi (Audax Italiano) Juan Zárate (Green Cross) Ubaldo Cruche (Universidad de Chile)       | 17                                 | 12                                 |
| 1946                                            | 14°                                | Audax Italiano (2)                 | Liga                               | Magallanes                         | Bandera de ?                       | Ubaldo Cruche (Universidad de Chile)                                                              | 25                                 | 13                                 |
| 1947                                            | 15°                                | Colo-Colo (5)                      | Liga                               | Audax Italiano                     | Bandera de ?                       | Apolonides Vera (Uantiago National)                                                               | 17                                 | 13                                 |
| 1948                                            | 16°                                | Audax Italiano (3)                 | Liga                               | Unión Española                     | Bandera de ?                       | Juan Zárate (Audax Italiano)                                                                      | 22                                 | 13                                 |
| 1949                                            | 17°                                | Universidad Católica (1)           | Liga                               | Santiago Wanderers                 | Bandera de ?                       | Mario Lorca (Unión Española)                                                                      | 20                                 | 12                                 |
| 1950                                            | 18°                                | Everton (1)                        | 1-0                                | Unión Española                     | Bandera de ?                       | Félix Díaz (Green Cross)                                                                          | 21                                 | 12                                 |
| 1951                                            | 19°                                | Unión Española (2)                 | 1-0                                | Audax Italiano                     | Bandera de ?                       | Carlos Tello (Audax Italiano) Rubén Aguilera (Santiago Morning)                                   | 21                                 | 12                                 |
| 1952                                            | 20°                                | Everton (2)                        | Liga                               | Colo-Colo                          | Bandera de ?                       | René Meléndez (Everton)                                                                           | 30                                 | 12                                 |
| 1953                                            | 21°                                | Colo-Colo (6)                      | Liga                               | Palestino                          | Bandera de ?                       | Jorge Robledo (Colo-Colo)                                                                         | 26                                 | 14                                 |
| 1954                                            | 22°                                | Universidad Católica (2)           | Liga                               | Colo-Colo                          | Bandera de ?                       | Jorge Robledo (Colo-Colo)                                                                         | 25                                 | 14                                 |
| 1955                                            | 23°                                | Palestino (1)                      | Liga                               | Colo-Colo                          | Bandera de ?                       | Nicolás Moreno (Green Cross)                                                                      | 27                                 | 14                                 |
| 1956                                            | 24°                                | Colo-Colo (7)                      | Liga                               | Santiago Wanderers                 | Bandera de ?                       | Guillermo Villarroel (O'Higgins)                                                                  | 19                                 | 14                                 |
| 1957                                            | 25°                                | Audax Italiano (4)                 | Liga                               | Universidad de Chile               | Bandera de ?                       | Gustavo Albella (Green Cross)                                                                     | 27                                 | 14                                 |
| 1958                                            | 26°                                | Santiago Wanderers (1)             | Liga                               | Colo-Colo                          | Bandera de ?                       | Carlos Verdejo (Deportes La Serena) Gustavo Albella (Green Cross)                                 | 23                                 | 14                                 |
| 1959                                            | 27°                                | Universidad de Chile (2)           | 2-1                                | Colo-Colo                          | Bandera de ?                       | José Benito Ríos (O'Higgins)                                                                      | 22                                 | 14                                 |
| 1960                                            | 28°                                | Colo-Colo (8)                      | Liga                               | Santiago Wanderers                 | Bandera de ?                       | Juan Falcón (Palestino)                                                                           | 21                                 | 14                                 |
| 1961                                            | 29°                                | Universidad Católica (3)           | 1-1 y 3-2                          | Universidad de Chile               | Bandera de ?                       | Honorino Landa (Unión Española) Carlos Campos (Universidad de Chile)                              | 24                                 | 14                                 |
| 1962                                            | 30°                                | Universidad de Chile (3)           | 5-3                                | Universidad Católica               | Bandera de ?                       | Carlos Campos (Universidad de Chile)                                                              | 34                                 | 18                                 |
| 1963                                            | 31°                                | Colo-Colo (9)                      | Liga                               | Universidad de Chile               | Bandera de ?                       | Luis Hernán Álvarez (Colo-Colo)                                                                   | 37                                 | 18                                 |
| 1964                                            | 32°                                | Universidad de Chile (4)           | Liga                               | Universidad Católica               | Bandera de ?                       | Daniel Escudero (Everton)                                                                         | 25                                 | 18                                 |
| 1965                                            | 33°                                | Universidad de Chile (5)           | Liga                               | Universidad Católica               | Bandera de ?                       | Héctor Scandolli (Rangers)                                                                        | 25                                 | 18                                 |
| 1966                                            | 34°                                | Universidad Católica (4)           | Liga                               | Colo-Colo                          | Bandera de ?                       | Carlos Campos (Universidad de Chile) Felipe Bracamonte (Unión San Felipe)                         | 21                                 | 18                                 |
| 1967                                            | 35°                                | Universidad de Chile (6)           | Liga                               | Universidad Católica               | Bandera de ?                       | Eladio Zárate (Unión Española)                                                                    | 28                                 | 18                                 |
| 1968                                            | 36°                                | Santiago Wanderers (2)             | Liga                               | Universidad Católica               | Bandera de ?                       | Eladio Zárate (Unión Española)                                                                    | 32                                 | 18                                 |
| 1969                                            | 37°                                | Universidad de Chile (7)           | Liga                               | Rangers                            | Bandera de ?                       | Eladio Zárate (Unión Española)                                                                    | 28                                 | 18                                 |
| 1970                                            | 38°                                | Colo-Colo (10)                     | 2-1                                | Unión Española                     | Bandera de ?                       | Osvaldo Castro (Deportes Concepción)                                                              | 36                                 | 18                                 |
| 1971                                            | 39°                                | Unión San Felipe (1)               | Liga                               | Universidad de Chile               | Bandera de ?                       | Eladio Zárate (Universidad de Chile)                                                              | 25                                 | 18                                 |
| 1972                                            | 40°                                | Colo-Colo (11)                     | Liga                               | Unión Española                     | Bandera de ?                       | Fernando Espinoza (Magallanes)                                                                    | 25                                 | 18                                 |
| 1973                                            | 41°                                | Unión Española (3)                 | Liga                               | Colo-Colo                          | Bandera de ?                       | Guillermo Yávar (Unión Española)                                                                  | 21                                 | 18                                 |
| 1974                                            | 42°                                | Huachipato (1)                     | Liga                               | Palestino                          | Bandera de ?                       | Julio Crisosto (Colo-Colo)                                                                        | 28                                 | 18                                 |
| 1975                                            | 43°                                | Unión Española (4)                 | Liga                               | Deportes Concepción                | Bandera de ?                       | Víctor Pizarro (Santiago Morning)                                                                 | 27                                 | 18                                 |
| 1976                                            | 44°                                | Everton (3)                        | 0-0 y 3-1                          | Unión Española                     | Bandera de ?                       | Oscar Fabbiani (Palestino)                                                                        | 23                                 | 18                                 |
| 1977                                            | 45°                                | Unión Española (5)                 | Liga                               | Everton                            | Bandera de ?                       | Oscar Fabbiani (Palestino)                                                                        | 34                                 | 18                                 |
| 1978                                            | 46°                                | Palestino (2)                      | Liga                               | Cobreloa                           | Bandera de ?                       | Oscar Fabbiani (Palestino)                                                                        | 35                                 | 18                                 |
| 1979                                            | 47°                                | Colo-Colo (12)                     | Liga                               | Cobreloa                           | Bandera de ?                       | Carlos Caszely (Colo-Colo)                                                                        | 20                                 | 18                                 |
| 1980                                            | 48°                                | Cobreloa (1)                       | Liga                               | Universidad de Chile               | Bandera de ?                       | Carlos Caszely (Colo-Colo)                                                                        | 26                                 | 18                                 |
| 1981                                            | 49°                                | Colo-Colo (13)                     | Liga                               | Cobreloa                           | Bandera de ?                       | Carlos Caszely (Colo-Colo) Luis Marcoleta (Magallanes) Víctor Cabrera (San Luis)                  | 20                                 | 16                                 |
| 1982                                            | 50°                                | Cobreloa (2)                       | Liga                               | Colo-Colo                          | Copa Héctor Gálvez                 | Jorge Luis Siviero (Cobreloa)                                                                     | 18                                 | 16                                 |
| 1983                                            | 51°                                | Colo-Colo (14)                     | Liga                               | Cobreloa                           | Bandera de ?                       | Washington Olivera (Cobreloa)                                                                     | 29                                 | 22                                 |
| 1984                                            | 52°                                | Universidad Católica (5)           | Liga                               | Cobresal                           | Bandera de ?                       | Víctor Cabrera (Regional Atacama)                                                                 | 29                                 | 26                                 |
| 1985                                            | 53°                                | Cobreloa (3)                       | Liga                               | Everton                            | Copa LAN Chile                     | Ivo Basay (Magallanes)                                                                            | 19                                 | 20                                 |
| 1986                                            | 54°                                | Colo-Colo (15)                     | 2-0                                | Palestino                          | Bandera de ?                       | Sergio Salgado (Cobresal)                                                                         | 28                                 | 18                                 |
| 1987                                            | 55°                                | Universidad Católica (6)           | Liga                               | Colo-Colo                          | Bandera de ?                       | Osvaldo Hurtado (Universidad Católica)                                                            | 21                                 | 16                                 |
| 1988                                            | 56°                                | Cobreloa (4)                       | Liga                               | Cobresal                           | Bandera de ?                       | Gustavo de Luca (Dep. La Serena) Juan José Oré (Iquique)                                          | 18                                 | 16                                 |
| 1989                                            | 57°                                | Colo-Colo (16)                     | Liga                               | Universidad Católica               | Bandera de ?                       | Rubén Martínez (Cobresal)                                                                         | 25                                 | 16                                 |
| 1990                                            | 58°                                | Colo-Colo (17)                     | Liga                               | Universidad Católica               | Bandera de ?                       | Rubén Martínez (Colo-Colo)                                                                        | 22                                 | 16                                 |
| 1991                                            | 59°                                | Colo-Colo (18)                     | Liga                               | Coquimbo Unido                     | Bandera de ?                       | Rubén Martínez (Colo-Colo)                                                                        | 23                                 | 16                                 |
| 1992                                            | 60°                                | Cobreloa (5)                       | Liga                               | Colo-Colo                          | Bandera de ?                       | Aníbal González (Colo-Colo)                                                                       | 24                                 | 16                                 |
| 1993                                            | 61°                                | Colo-Colo (19)                     | Liga                               | Cobreloa                           | Copa Banco del Estado de Chile     | Marco Antonio Figueroa (Cobreloa)                                                                 | 18                                 | 16                                 |
| 1994                                            | 62°                                | Universidad de Chile (8)           | Liga                               | Universidad Católica               | Copa Banco del Estado de Chile     | Alberto Acosta (Universidad Católica)                                                             | 33                                 | 16                                 |
| 1995                                            | 63°                                | Universidad de Chile (9)           | Liga                               | Universidad Católica               | Copa Banco del Estado de Chile     | Aníbal González (Palestino) Gabriel Caballero (Dep. Antofagasta)                                  | 18                                 | 16                                 |
| 1996                                            | 64°                                | Colo-Colo (20)                     | Liga                               | Universidad Católica               | Copa Banco del Estado de Chile     | Mario Véner (Santiago Wanderers)                                                                  | 30                                 | 16                                 |
| Torneo Apertura (I) y Torneo Clausura (II)      |                                    |                                    |                                    |                                    |                                    |                                                                                                   |                                    |                                    |
| 1997 (I)                                        | 65°                                | Universidad Católica (7)           | 0-1 y 3-0                          | Colo-Colo                          | Copa Banco del Estado de Chile     | David Bisconti (Universidad Católica)                                                             | 16                                 | 16                                 |
| 1997 (II)                                       | 66°                                | Colo-Colo (21)                     | Liga                               | Universidad Católica               | Copa Banco del Estado de Chile     | Richart Báez (Universidad de Chile) Rubén Vallejos (Deportes Puerto Montt)                        | 10                                 | 16                                 |
| Campeonato Nacional de Fútbol                   |                                    |                                    |                                    |                                    |                                    |                                                                                                   |                                    |                                    |
| 1998                                            | 67°                                | Colo-Colo (22)                     | Liga                               | Universidad de Chile               | Copa Banco del Estado de Chile     | Pedro González (Universidad de Chile)                                                             | 23                                 | 16                                 |
| 1999                                            | 68°                                | Universidad de Chile (10)          | Liga                               | Universidad Católica               | Copa Banco del Estado de Chile     | Mario Antonio Núñez (O'Higgins)                                                                   | 34                                 | 16                                 |
| 2000                                            | 69°                                | Universidad de Chile (11)          | Liga                               | Cobreloa                           | Copa Banco del Estado de Chile     | Pedro González (Universidad de Chile)                                                             | 26                                 | 16                                 |
| 2001                                            | 70°                                | Santiago Wanderers (3)             | Liga                               | Universidad Católica               | Copa Banco del Estado de Chile     | Héctor Tapia (Colo-Colo)                                                                          | 24                                 | 16                                 |
| Torneo Apertura (I) y Torneo Clausura (II)      |                                    |                                    |                                    |                                    |                                    |                                                                                                   |                                    |                                    |
| 2002 (I)                                        | 71°                                | Universidad Católica (8)           | 1-1 y 4-0                          | Rangers                            | Copa BancoEstado                   | Sebastián González (Colo-Colo)                                                                    | 18                                 | 16                                 |
| 2002 (II)                                       | 72°                                | Colo-Colo (23)                     | 2-0 y 3-2                          | Universidad Católica               | Copa BancoEstado                   | Manuel Neira (Colo-Colo)                                                                          | 14                                 | 16                                 |
| 2003 (I)                                        | 73°                                | Cobreloa (6)                       | 0-0 y 4-0                          | Colo-Colo                          | Copa BancoEstado                   | Salvador Cabañas (Audax Italiano)                                                                 | 18                                 | 16                                 |
| 2003 (II)                                       | 74°                                | Cobreloa (7)                       | 2-2 y 2-1                          | Colo-Colo                          | Copa BancoEstado                   | Gustavo Biscayzacú (Unión Española)                                                               | 21                                 | 16                                 |
| 2004 (I)                                        | 75°                                | Universidad de Chile (12)          | 0-0 y 1-1 (4-2 p.)                 | Cobreloa                           | Copa BancoEstado                   | Patricio Galaz (Cobreloa)                                                                         | 23                                 | 18                                 |
| 2004 (II)                                       | 76°                                | Cobreloa (8)                       | 3-1 y 0-0                          | Unión Española                     | Copa BancoEstado                   | Patricio Galaz (Cobreloa)                                                                         | 19                                 | 18                                 |
| 2005 (I)                                        | 77°                                | Unión Española (6)                 | 1-0 y 3-2                          | Coquimbo Unido                     | Copa BancoEstado                   | Álvaro Sarabia (Deportes Puerto Montt) Héctor Mancilla (Huachipato) Joel Estay (Everton)          | 13                                 | 20                                 |
| 2005 (II)                                       | 78°                                | Universidad Católica (9)           | 1-0 y 1-2                          | Universidad de Chile               | Copa BancoEstado                   | César Díaz (Cobresal) Cristián Montecinos (Dep. Concepción) Gonzalo Fierro (Colo-Colo)            | 13                                 | 20                                 |
| 2006 (I)                                        | 79°                                | Colo-Colo (24)                     | 2-1 y 0-1                          | Universidad de Chile               | Copa BancoEstado                   | Humberto Suazo (Colo-Colo)                                                                        | 19                                 | 19                                 |
| 2006 (II)                                       | 80°                                | Colo-Colo (25)                     | 3-0 y 3-2                          | Audax Italiano                     | Copa BancoEstado                   | Leonardo Monje (Dep. Concepción)                                                                  | 17                                 | 19                                 |
| 2007 (I)                                        | 81°                                | Colo-Colo (26)                     | Liga                               | Universidad Católica               | Copa BancoEstado                   | Humberto Suazo (Colo-Colo)                                                                        | 18                                 | 21                                 |
| 2007 (II)                                       | 82°                                | Colo-Colo (27)                     | 1-0 y 3-0                          | Universidad de Concepción          | Copa BancoEstado                   | Carlos Villanueva (Audax Italiano)                                                                | 20                                 | 21                                 |
| 2008 (I)                                        | 83°                                | Everton (4)                        | 0-2 y 3-0                          | Colo-Colo                          | Copa BancoEstado                   | Lucas Barrios (Colo-Colo)                                                                         | 19                                 | 20                                 |
| 2008 (II)                                       | 84°                                | Colo-Colo (28)                     | 1-1 y 3-1                          | Palestino                          | Copa BancoEstado                   | Lucas Barrios (Colo-Colo)                                                                         | 18                                 | 19                                 |
| 2009 (I)                                        | 85°                                | Universidad de Chile (12)          | 1-1y 1-0                           | Unión Española                     | Copa BancoEstado                   | Esteban Paredes (Santiago Morning)                                                                | 17                                 | 18                                 |
| 2009 (II)                                       | 86°                                | Colo-Colo (29)                     | 2-2 y 4-2                          | Universidad Católica               | Copa BancoEstado                   | Diego Rivarola (Santiago Morning)                                                                 | 13                                 | 18                                 |
| Campeonato Nacional del Bicentenario            |                                    |                                    |                                    |                                    |                                    |                                                                                                   |                                    |                                    |
| 2010                                            | 87°                                | Universidad Católica (10)          | Liga                               | Colo-Colo                          | Huemul de Plata                    | Milovan Mirosevic (Universidad Católica)                                                          | 19                                 | 18                                 |
| Torneo Apertura (I) y Torneo Clausura (II)      |                                    |                                    |                                    |                                    |                                    |                                                                                                   |                                    |                                    |
| 2011 (I)                                        | 88°                                | Universidad de Chile (14)          | 0-2 y 4-1                          | Universidad Católica               | Huemul de Plata                    | Matías Urbano (Unión San Felipe)                                                                  | 12                                 | 16                                 |
| 2011 (II)                                       | 89°                                | Universidad de Chile (15)          |                                    | Cobreloa                           | Huemul de Plata                    | Esteban Paredes (Colo-Colo)                                                                       | 14                                 | 18                                 |
| 2012 (I)                                        | 90°                                | Universidad de Chile (16)          | 1-2 y 2-1 (2-0 p.)                 | O'Higgins                          | Huemul de Plata                    | Emanuel Herrera (Unión Española) Enzo Gutiérrez (O'Higgins) Sebastián Ubilla (Santiago Wanderers) | 11                                 | 18                                 |
| 2012 (II)                                       | 91°                                | Huachipato (2)                     | 1-3 y 3-1 (3-2 p.)                 | Unión Española                     | Huemul de Plata                    | Sebastián Sáez (Audax Italiano)                                                                   | 13                                 | 18                                 |
| Campeonato Nacional de Transición               |                                    |                                    |                                    |                                    |                                    |                                                                                                   |                                    |                                    |
| 2013                                            | 92°                                | Unión Española (7)                 | Liga                               | Universidad Católica               | Huemul de Plata                    | Javier Elizondo (Dep. Antofagasta) Sebastián Sáez (Audax Italiano)                                | 14                                 | 18                                 |
| Torneo Apertura (I) y Torneo Clausura (II)      |                                    |                                    |                                    |                                    |                                    |                                                                                                   |                                    |                                    |
| 2013 (I)                                        | 93°                                | O'Higgins (1)                      | 1-0                                | Universidad Católica               | Huemul de Plata                    | Luciano Vázquez (Ñublense)                                                                        | 11                                 | 18                                 |
| 2014 (II)                                       | 94°                                | Colo-Colo (30)                     | Liga                               | Universidad Católica               | Huemul de Plata                    | Esteban Paredes (Colo-Colo)                                                                       | 16                                 | 18                                 |
| 2014 (I)                                        | 95°                                | Universidad de Chile (17)          | Liga                               | Santiago Wanderers                 | Huemul de Plata                    | Esteban Paredes (Colo-Colo)                                                                       | 12                                 | 18                                 |
| 2015 (II)                                       | 96°                                | Cobresal (1)                       | Liga                               | Colo-Colo                          | Huemul de Plata                    | Esteban Paredes (Colo-Colo) Jean Paul Pineda (Unión La Calera)                                    | 11                                 | 18                                 |
| 2015 (I)                                        | 97°                                | Colo-Colo (31)                     | Liga                               | Universidad Católica               | Huemul de Plata                    | Marcos Riquelme (Palestino)                                                                       | 11                                 | 16                                 |
| 2016 (II)                                       | 98°                                | Universidad Católica (11)          | Liga                               | Colo-Colo                          | Huemul de Plata                    | Nicolás Castillo (Universidad Católica)                                                           | 11                                 | 16                                 |
| 2016 (I)                                        | 99°                                | Universidad Católica (12)          | Liga                               | Iquique                            | Huemul de Plata                    | Nicolás Castillo (Universidad Católica)                                                           | 13                                 | 16                                 |
| 2017 (II)                                       | 100°                               | Universidad de Chile (18)          | Liga                               | Colo-Colo                          | Huemul de Plata                    | Felipe Mora (Universidad de Chile)                                                                | 13                                 | 16                                 |
| Campeonato Nacional de Transición               |                                    |                                    |                                    |                                    |                                    |                                                                                                   |                                    |                                    |
| 2017                                            | 101°                               | Colo-Colo (32)                     | Liga                               | Unión Española                     | Huemul de Plata                    | Bryan Carrasco (Audax Italiano)                                                                   | 10                                 | 16                                 |
| Campeonato Nacional                             |                                    |                                    |                                    |                                    |                                    |                                                                                                   |                                    |                                    |
| 2018                                            | 102°                               | Universidad Católica (13)          | Liga                               | Universidad de Concepción          | Huemul de Plata                    | Esteban Paredes (Colo-Colo)                                                                       | 19                                 | 16                                 |
| 2019                                            | 103°                               | Universidad Católica (14)          | Liga                               | Colo-Colo                          | Huemul de Plata                    | Lucas Passerini (Palestino)                                                                       | 14                                 | 16                                 |
| 2020                                            | 104°                               | Universidad Católica (15)          | Liga                               | Unión La Calera                    | Huemul de Plata                    | Fernando Zampedri (Universidad Católica)                                                          | 20                                 | 18                                 |
| 2021                                            | 105°                               | Universidad Católica (16)          | Liga                               | Colo-Colo                          | Huemul de Plata                    | Gonzalo Sosa (Deportes Melipilla) Fernando Zampedri (Universidad Católica)                        | 23                                 | 17                                 |
| 2022                                            | 106°                               | Colo-Colo (33)                     | Liga                               | Ñublense                           | Huemul de Plata                    | Fernando Zampedri (Universidad Católica)                                                          | 18                                 | 16                                 |
| 2023                                            | 107°                               | Huachipato (3)                     | Liga                               | Cobresal                           | Huemul de Plata                    | Fernando Zampedri (Universidad Católica)                                                          | 17                                 | 16                                 |
| 2024                                            | 108°                               | Colo-Colo (34)                     | Liga                               | Universidad de Chile               | Huemul de Plata                    | Fernando Zampedri (Universidad Católica)                                                          | 19                                 | 16                                 |

### Campeonatos por equipo
| Equipo                    | Títulos | Subtítulos | Años campeón | Años subcampeón |
| ------------------------- | ------- | ---------- | --- | --- |
| Colo-Colo                 | 34      | 22         | 1937, 1939, 1941, 1944, 1947, 1953, 1956, 1960, 1963, 1970, 1972, 1979, 1981, 1983, 1986, 1989, 1990, 1991, 1993, 1996, C-1997, 1998, C-2002, C-2008, C-2009, C-2014, A-2015, T-2017, 2022, 2024 | 1933, 1943, 1952, 1954, 1955, 1958, 1959, 1966, 1973, 1982, 1987, 1992, A-1997, A-2003, C-2003, A-2008, 2010, C-2015, C-2016, C-2017, 2019, 2021 |
| Universidad de Chile      | 18      | 9          | 1940, 1959, 1962, 1964, 1965, 1967, 1969, 1994, 1995, 1999, 2000, A-2004, A-2009, A-2011, C-2011, A-2012, A-2014, C-2017                                                                         | 1957, 1961, 1963, 1971, 1980, 1998, C-2005, A-2006, 2024                                                                                         |
| Universidad Católica      | 16      | 21         | 1949, 1954, 1961, 1966, 1984, 1987, A-1997, A-2002, C-2005, 2010, C-2016, A-2016, 2018, 2019, 2020, 2021                                                                                         | 1962, 1964, 1965, 1967, 1968, 1989, 1990, 1994, 1995, 1996, C-1997, 1999, 2001, C-2002, A-2007, C-2009, A-2011, T-2013, A-2013, C-2014, A-2015   |
| Cobreloa                  | 8       | 8          | 1980, 1982, 1985, 1988, 1992, A-2003, C-2003, C-2004 | 1978, 1979, 1981, 1983, 1993, 2000, A-2004, C-2011                                                                                               |
| Unión Española            | 7       | 10         | 1943, 1951, 1973, 1975, 1977, A-2005, T-2013 | 1945, 1948, 1950, 1970, 1972, 1976, C-2004, A-2009, C-2012, T-2017                                                                               |
| Audax Italiano            | 4       | 8          | 1936, 1946, 1948, 1957 | 1934, 1935, 1938, 1940, 1944, 1947, 1951, C-2006                                                                                                 |
| Magallanes                | 4       | 4          | 1933, 1934, 1935, 1938 | 1936, 1937, 1942, 1946 |
| Everton                   | 4       | 2          | 1950, 1952, 1976, A-2008 | 1977, 1985 |
| Santiago Wanderers        | 3       | 4          | 1958, 1968, 2001 | 1949, 1956, 1960, A-2014 |
| Huachipato                | 3       | 0          | 1974, C-2012, 2023 | |
| Palestino                 | 2       | 4          | 1955, 1978 | 1953, 1974, 1986, C-2008 |
| Cobresal                  | 1       | 3          | C-2015 | 1984, 1988, 2023 |
| Santiago Morning          | 1       | 2          | 1942 | 1939, 1941 |
| O'Higgins                 | 1       | 1          | A-2013 | A-2012 |
| Green Cross               | 1       | 0          | 1945 | |
| Unión San Felipe          | 1       | 0          | 1971 | |
| Rangers                   | 0       | 2          | | 1969, A-2002 |
| Coquimbo Unido            | 0       | 2          | | 1991, A-2005 |
| Universidad de Concepción | 0       | 2          | | C-2007, 2018 |
| Deportes Concepción       | 0       | 1          | | 1975 |
| Iquique                   | 0       | 1          | | A-2016 |
| Unión La Calera           | 0       | 1          | | 2020 |
| Ñublense                  | 0       | 1          | | 2022 |

## Tabla histórica de equipos en Primera División porregión
| Región             | N.º | Equipos |
| ------------------ | --- | --- |
| Metropolitana      | 18  | Audax Italiano, Aviación, Athletic Club Barnechea, Carlos Walker, Colo Colo, Deportes Melipilla, Deportivo Alemán, Ferrobádminton, Ferroviarios, Green Cross, Magallanes, Metropolitano FC, Palestino, Santiago Morning, Santiago National, Unión Española, Universidad Católica y Universidad de Chile |
| Valparaíso         | 7   | Deportes Limache, Everton, San Luis, Santiago Wanderers, Trasandino, Unión La Calera y Unión San Felipe |
| Biobío             | 7   | Arturo Fernández Vial, Deportes Concepción, Huachipato, Iberia, Lota Schwager, Naval de Talcahuano y Universidad de Concepción |
| Atacama            | 3   | Cobresal, Deportes Copiapó y Regional Atacama |
| Coquimbo           | 3   | Coquimbo Unido, Deportes La Serena y Deportes Ovalle |
| Antofagasta        | 2   | Cobreloa y Deportes Antofagasta |
| Maule              | 2   | Curicó Unido y Rangers |
| Los Lagos          | 2   | Deportes Puerto Montt y Provincial Osorno |
| Arica y Parinacota | 1   | San Marcos de Arica |
| Tarapacá           | 1   | Deportes Iquique |
| O'Higgins          | 1   | O'Higgins |
| Ñuble              | 1   | Ñublense |
| La Araucanía       | 1   | Deportes Temuco |
| Los Ríos           | 1   | Deportes Valdivia |

## Ascensos y descensos
Antes del establecimiento de la Segunda división chilena, entre 1936 y 1951 se jugó un torneo conocido como DIVHA (División de Honor Amateur), que, en dos ocasiones vio a sus campeones ascendidos a Primera división: Iberia en 1945 y Ferroviarios en 1949. El primer club descendido a la DIVHA fue Santiago National, en 1948, de acuerdo con los promedios de puntaje de las tres últimas temporadas.
La Segunda División chilena se estableció en 1952. A partir de 1996 se le conoce como Primera División B. En negrita quienes ascendieron a Primera división como campeones de la categoría inferior; en cursiva, quienes lo hicieron a partir de play-off o liguillas de promoción.
| Año             | N.º de equipos participantes | Descendidos a Segunda División | Ascendidos desde Segunda División |
| --------------- | ---------------------------- | --- | --- |
| 1952            | 12                           | Ninguno | Palestino, Rangers |
| 1953            | 14                           | Ninguno | Ninguno. |
| 1954            | 14                           | Iberia | O'Higgins-Braden |
| 1955            | 14                           | Universidad Católica | San Luis |
| 1956            | 14                           | Santiago Morning | Universidad Católica |
| 1957            | 14                           | San Luis | Deportes La Serena |
| 1958            | 14                           | Green Cross | San Luis |
| 1959            | 14                           | Deportes La Serena | Santiago Morning |
| 1960            | 14                           | Magallanes | Green Cross |
| 1961            | 14                           | ' | Unión La Calera, Unión San Felipe, Deportes La Serena, Magallanes                                                                     |
| 1962            | 18                           | Green Cross | Coquimbo Unido |
| 1963            | 18                           | O'Higgins | Green Cross |
| 1964            | 18                           | Ferrobádminton | O'Higgins |
| 1965            | 18                           | Coquimbo Unido | Ferrobádminton |
| 1966            | 18                           | Ferrobádminton | Huachipato |
| 1967            | 18                           | San Luis | Deportes Concepción |
| 1968            | 18                           | Unión San Felipe | Antofagasta Portuario |
| 1969            | 18                           | Santiago Morning | Lota Schwager |
| 1970            | 18                           | Palestino | Unión San Felipe |
| 1971            | 18                           | Audax Italiano | Naval |
| 1972            | 18                           | Everton | Palestino |
| 1973            | 18                           | Universidad Católica | Deportes Aviación |
| 1974            | 18                           | Unión La Calera, Unión San Felipe | Santiago Morning, Everton |
| 1975            | 18                           | Magallanes, O'Higgins | Universidad Católica, Deportes Ovalle                                                                                                 |
| 1976            | 18                           | Deportes La Serena, Naval, Rangers | Ñublense, O'Higgins, Audax Italiano                                                                                                   |
| 1977            | 18                           | Regional Antofagasta, Deportes Ovalle, Santiago Wanderers                                                                                            | Coquimbo Unido, Rangers, Cobreloa |
| 1978            | 18                           | Rangers, Huachipato | Santiago Wanderers, Naval |
| 1979            | 18                           | Ñublense, Santiago Morning | Deportes Iquique, Magallanes |
| 1980            | 18                           | Green Cross de Temuco, Santiago Wanderers, Lota Schwager, Coquimbo Unido, Deportes Aviación                                                          | San Luis, Ñublense, Deportes La Serena                                                                                                |
| 1981            | 16                           | Ñublense, Everton, Deportes Concepción, San Luis | Deportes Arica, Santiago Morning, Regional Atacama, Rangers                                                                           |
| 1982            | 16                           | Santiago Morning, Deportes La Serena | A. Fernández Vial, Everton, Trasandino, Unión San Felipe, Deportes Antofagasta, Santiago Wanderers, Huachipato, Green Cross de Temuco |
| 1983            | 22                           | Ninguno | Cobresal, San Luis, Coquimbo Unido, Deportes La Serena                                                                                |
| 1984            | 26                           | Coquimbo Unido, Deportes La Serena, Green Cross de Temuco, Trasandino, Regional Atacama, A. Fernández Vial, Deportes Antofagasta, Santiago Wanderers | Unión La Calera, Deportes Concepción                                                                                                  |
| 1985            | 20                           | Deportes Arica, O'Higgins | Trasandino, A. Fernández Vial |
| 1986            | 18                           | Unión La Calera, Trasandino,Magallanes, Unión San Felipe, Audax Italiano                                                                             | Lota Schwager |
| 1987            | 16                           | San Luis, Rangers, Lota Schwager | Deportes La Serena, Deportes Valdivia, O'Higgins                                                                                      |
| 1988            | 16                           | Palestino, Universidad de Chile | Rangers, Unión San Felipe |
| 1989            | 16                           | Deportes Valdivia, Rangers, Unión San Felipe | Universidad de Chile, Palestino, Santiago Wanderers                                                                                   |
| 1990            | 16                           | Huachipato, Deportes Iquique | Provincial Osorno, Coquimbo Unido, Deportes Antofagasta                                                                               |
| 1991            | 16                           | Provincial Osorno, Santiago Wanderers | Deportes Temuco, Huachipato |
| 1992            | 16                           | Huachipato, A. Fernández Vial, Cobresal | Provincial Osorno, Deportes Iquique, Deportes Melipilla                                                                               |
| 1993            | 16                           | Deportes Iquique, Deportes Concepción, Deportes Melipilla                                                                                            | Rangers, Cobresal, Regional Atacama                                                                                                   |
| 1994            | 16                           | Rangers, Cobresal | Deportes Concepción, Huachipato |
| 1995            | 16                           | Deportes La Serena, Everton de Viña del Mar | Santiago Wanderers, Audax Italiano |
| 1996            | 16                           | O'Higgins, Regional Atacama | Deportes La Serena, Deportes Puerto Montt                                                                                             |
| 1997            | 16                           | Unión Española, Deportes Antofagasta | Rangers, Deportes Iquique. |
| 1998            | 16                           | Santiago Wanderers, Deportes Temuco, Provincial Osorno                                                                                               | Cobresal, O'Higgins, Santiago Morning                                                                                                 |
| 1999            | 16                           | Rangers, Deportes La Serena, Cobresal, Deportes Iquique                                                                                              | Unión Española, Santiago Wanderers, Everton, Provincial Osorno                                                                        |
| 2000            | 16                           | Everton, Provincial Osorno | Unión San Felipe, Rangers |
| 2001            | 16                           | O'Higgins, Deportes Puerto Montt | Deportes Temuco, Cobresal |
| 2002 detalle    | 16                           | Deportes Concepción, Santiago Morning | Deportes Puerto Montt, Universidad de Concepción                                                                                      |
| 2003 detalle    | 16                           | Ninguno | Everton, Deportes La Serena |
| 2004 detalle    | 18                           | Ninguno | Deportes Melipilla, Deportes Concepción                                                                                               |
| 2005 detalle    | 20                           | Unión San Felipe, Deportes Temuco, Deportes Melipilla                                                                                                | Santiago Morning, Deportes Antofagasta, O'Higgins                                                                                     |
| 2006 detalle    | 19                           | Santiago Morning, Rangers | Deportes Melipilla, Ñublense, Lota Schwager                                                                                           |
| 2007 detalle    | 21                           | Coquimbo Unido, Santiago Wanderers, Lota Schwager, Deportes Puerto Montt                                                                             | Provincial Osorno, Rangers, Santiago Morning                                                                                          |
| 2008 detalle    | 20                           | Deportes Concepción, Deportes Melipilla, Provincial Osorno, Deportes Antofagasta                                                                     | Curicó Unido, Municipal Iquique |
| 2009 detalle    | 18                           | Municipal Iquique, Rangers, Curicó Unido | Unión San Felipe, Santiago Wanderers, San Luis                                                                                        |
| 2010 detalle    | 18                           | San Luis, Everton | Municipal Iquique, Unión La Calera |
| 2011 detalle    | 18                           | Ñublense, Santiago Morning | Deportes Antofagasta, Rangers |
| 2012 detalle    | 18                           | Deportes La Serena, Unión San Felipe, Universidad de Concepción                                                                                      | San Marcos de Arica, Ñublense, Everton                                                                                                |
| 2013 detalle    | 18                           | San Marcos de Arica | Universidad de Concepción |
| 2013-14 detalle | 18                           | Rangers, Everton | San Marcos de Arica, Barnechea |
| 2014-15 detalle | 18                           | Barnechea, Cobreloa, Ñublense | San Luis |
| 2015-16 detalle | 16                           | Unión La Calera, San Marcos de Arica | Deportes Temuco, Everton |
| 2016-17 detalle | 16                           | Cobresal | Curicó Unido |
| 2017 detalle    | 16                           | Santiago Wanderers | Unión La Calera |
| 2018 detalle    | 16                           | San Luis, Deportes Temuco | Coquimbo Unido, Cobresal |
| 2019 detalle    | 16                           | Ninguno | Santiago Wanderers, Deportes La Serena                                                                                                |
| 2020 detalle    | 18                           | Deportes Iquique, Coquimbo Unido, Universidad de Concepción                                                                                          | Ñublense, Deportes Melipilla |
| 2021 detalle    | 17                           | Santiago Wanderers, Deportes Melipilla | Coquimbo Unido |
| 2022 detalle    | 16                           | Deportes La Serena, Deportes Antofagasta | Magallanes, Deportes Copiapó |
| 2023 detalle    | 16                           | Magallanes, Curicó Unido | Cobreloa, Deportes Iquique |
| 2024 detalle    | 16                           | Cobreloa, Deportes Copiapó | Deportes La Serena, Deportes Limache                                                                                                  |

### Mayor cantidad de ascensos y descensos
Desde 1934, los equipos que más han ascendido y descendido entre las dos principales divisiones del fútbol chileno son:
- Rangers (18):
  - Ascensos (9): 1952, 1977, 1981, 1988, 1993, 1997, 2000, 2007, 2011
  - Descensos (9): 1976, 1978, 1987, 1989, 1994, 1999, 2006, 2009, 2013-14

- Deportes La Serena (17)
  - Ascensos (9): 1957, 1961, 1980, 1983, 1987, 1996, 2003, 2019, 2024
  - Descensos (8): 1959, 1976, 1982, 1984, 1995, 1999, 2012, 2022

- Santiago Wanderers (15)
  - Ascensos (7): 1978, 1982, 1989, 1995, 1999, 2009, 2019
  - Descensos (8): 1977, 1980, 1984, 1991, 1998, 2007, 2017, 2021

- Santiago Morning (13)
  - Ascensos (6): 1959, 1974, 1981, 1998, 2005, 2007
  - Descensos (7): 1956, 1969, 1979, 1982, 2002, 2006, 2011

- Green Cross/Green Cross de Temuco/Deportes Temuco (13)
  - Ascensos (6): 1960 y 1963 (como Green Cross), 1982 (como Green Cross-Temuco), 1991, 2001 y 2015-16 (como Deportes Temuco)
  - Descensos (7): 1958 y 1962 (como Green Cross), 1980 y 1984 (como Green Cross de Temuco), 1998, 2005 y 2018 (como Deportes Temuco)

- San Luis (12)
  - Ascensos (6): 1955, 1958, 1980, 1983, 2009, 2014-15
  - Descensos (6): 1957, 1967, 1981, 1987, 2010, 2018

- Unión San Felipe (12)
  - Ascensos (6): 1961, 1970, 1982, 1988, 2000, 2009
  - Descensos (6): 1968, 1974, 1986, 1989, 2005, 2012

- Everton (12)
  - Ascensos (6): 1974, 1982, 1999, 2003, 2012, 2015-16
  - Descensos (6): 1972, 1981, 1995, 2000, 2010, 2013-14

- O'Higgins (11)
  - Ascensos (6): 1954, 1964, 1976, 1987, 1998, 2005
  - Descensos (5): 1963, 1975, 1985, 1996, 2001

- Deportes Iquique/Municipal Iquique (11)
  - Ascensos (6): 1979, 1992, 1997, 2008 (como Municipal Iquique), 2010 (como Municipal Iquique), 2023
  - Descensos (5): 1990, 1993, 1999, 2009 (como Municipal Iquique), 2020

### Doble Ascenso
- Fernández Vial es el único equipo que ha ascendido de tercera división a primera división en 2 años, hecho ocurrido entre 1981 y 1982.

Deportes Limache también tuvo doble descenso en 2023 y 2024

### Campeones ascendidos y descendidos
Dos casos excepcionales los constituyen:
- Unión San Felipe (campeón de Segunda División en 1970, campeón de Primera División en 1971)
- Universidad Católica (campeón de Primera División en 1954, descendidos a Segunda División en 1955, campeón de Segunda División en 1956)

Son los únicos equipos que, siendo campeones de Primera División, jugaron en la división anterior al año inmediatamente anterior o siguiente a dicho título.

### Nunca han descendido
Sólo un club de la actual Primera División (véase Participantes de la Primera División de Chile) no han descendido nunca a la división anterior:
- Colo-Colo: desde 1933.

El único equipo que ha jugado todas las temporadas en Primera División es Colo-Colo, fundado 8 años antes del surgimiento del profesionalismo (en 1933), y tiene la calidad de equipo fundador de la Primera División.

## Enlaces
- Base de datos de RSSSF
- Asociación Nacional de Fútbol Profesional

- Datos: Q5495207